# Wimbledon-mesterskabet i mixed double 2022
Wimbledon-mesterskabet i mixed double 2022 var den 99. turnering om Wimbledon-mesterskabet i mixed double. Turneringen er en del af Wimbledon-mesterskaberne 2022 og bliver spillet i All England Lawn Tennis and Croquet Club i London, Storbritannien i perioden 1. - 7. juli 2022 med deltagelse af 32 par.
Mesterskabet blev vundet af Neal Skupski og Desirae Krawczyk, som i finalen besejrede Matthew Ebden og Samantha Stosur med 6-4, 6-3 på en time og 27 minutter. Inden finalen havde Ebden samme dag spiller en semifinale i herredouble-turneringen, som varede over fire timer. Skupski og Krawczyk vandt dermed Wimbledon-mesterskabet i mixed double for andet år i træk og for anden gang i alt, og de blev det første par til at forsvare deres titel, siden søskendeparret Cyril Suk og Helena Suková vandt titlen i 1996 og 1997. Skupski blev den første britiske mand, der vandt titlen to år i træk, siden John Lloyd udførte bedriften i 1983 og 1984, mens Wimbledon-mesterskabet i mixed double ikke havde været genvundet af en amerikansk kvinde, siden Billie Jean King sejrede i 1973 og 1974.
Desirae Krawczyk vandt sin fjerde grand slam-titel i karrieren, idet hun ud over de to titler, hun havde vundet sammen med Neal Skupski, tidligere havde vundet mixed double-titlerne ved French Open og US Open i 2021. Neal Skupski var i sin anden grand slam-finale i karrieren, og som nævnt ovenfor havde han året forinden vundet sin første titel. Matthew Ebden var i den fjerde grand slam-finalen i sin karriere, og det var tredje gang, at han måtte forlade en finale i taberens rolle. Samantha Stosur var den 16. grand slam-finalen i sin karriere, og det var hendes ottende finalenederlag. Som makkere var Ebden og Stosur i deres anden grand slam-finale, og de havde også tabt den første ved Australian Open i 2021.

## Pengepræmier
Den samlede præmiesum til spillerne i mixed double androg £ 432.000 (ekskl. per diem), hvilket var en stigning på ca. 17 % i forhold til året før, hvor mesterskabet imidlertid blev afviklet under særlige forhold på grund af COVID-19-pandemien, og en stigning på 0,5 % i forhold til 2019, der var den seneste udgave af turneringen, der blev gennemført under normale forhold. Mixed double-turneringen var imidlertid fra 2021 til 2022 blevet reduceret fra 48 til 32 deltagende par.
| Resultat               | Pengepræmier | Pengepræmier | Ændring ift. 2021 | Ændring ift. 2019 |
| Resultat               | Pr. par      | Total        | Ændring ift. 2021 | Ændring ift. 2019 |
| ---------------------- | ------------ | ------------ | ----------------- | ----------------- |
| Vindere (1)            | £ 124.000    | £ 124.000    | +24,0 %           | +6,9 %            |
| Finalister (1)         | £ 62.000     | £ 62.000     | +24,0 %           | +6,9 %            |
| Semifinalister (2)     | £ 31.000     | £ 62.000     | +24,0 %           | +6,9 %            |
| Kvartfinalister (4)    | £ 16.000     | £ 64.000     | +33,3 %           | +10,3 %           |
| Tabere i 2. runde (8)  | £ 7.500      | £ 60.000     | +25,0 %           | +7,1 %            |
| Tabere i 1. runde (16) | £ 3.750      | £ 60.000     | +25,0 %           | +6,7 %            |
| Samlet præmiesum       | -            | £ 432.000    | +17,4 %           | +0,5 %            |

## Turnering

### Deltagere
Turneringen havde deltagelse af 32 par, der var fordelt på:
- 28 direkte kvalificerede par i form af deres ranglisteplacering.
- 4 par, der havde modtaget et wildcard.

#### Seedede spillere
De 8 bedste par blev seedet:
| Seedning | Rang. | Rang. | Spillere                        | Resultat        |
| Seedning | Sum   | Ind.  | Spillere                        | Resultat        |
| -------- | ----- | ----- | ------------------------------- | --------------- |
| 1        | 18    | 11 7  | Jean-Julien Rojer Ena Shibahara | Anden runde     |
| 2        | 21    | 8 13  | Neal Skupski Desirae Krawczyk   | Mestre          |
| 3        | 22    | 18 4  | Nicolas Mahut Zhang Shuai       | Anden runde     |
| 4        | 22    | 16 6  | John Peers Gabriela Dabrowski   | Kvartfinalister |
| 5        | 25    | 10 15 | Marcelo Arévalo Giuliana Olmos  | Første runde    |
| 6        | 26    | 3 23  | Mate Pavić Sania Mirza          | Semifinalister  |
| 7        | 31    | 12 19 | Robert Farah Jeļena Ostapenko   | Kvartfinalister |
| 8        | 31    | 15 16 | Filip Polášek Andreja Klepač    | Anden runde     |

#### Wildcards
Fem par modtog et wildcard til turneringen.
| Par                         | Resultat        |
| --------------------------- | --------------- |
| Ivan Dodig Latisha Chan     | Anden runde     |
| Kyle Edmund Olivia Nicholls | Første runde    |
| Jamie Murray Venus Williams | Anden runde     |
| Jonny O'Mara Alicia Barnett | Kvartfinalister |
| Ken Skupski Heather Watson  | Meldte afbud    |

### Resultater
| Jean-Julien Rojer |
| Ena Shibahara     |

| Austin Krajicek |
| Alexa Guarachi  |

| Jean-Julien Rojer |
| Ena Shibahara     |

| Matthew Ebden   |
| Samantha Stosur |

| Matthew Ebden   |
| Samantha Stosur |

| Joran Vliegen  |
| Ulrikke Eikeri |

| Matthew Ebden   |
| Samantha Stosur |

| Michael Venus   |
| Alicja Rosolska |

| Jonny O'Mara   |
| Alicia Barnett |

| Jamie Murray   |
| Venus Williams |

| Jamie Murray   |
| Venus Williams |

| Jonny O'Mara   |
| Alicia Barnett |

| Jonny O'Mara   |
| Alicia Barnett |

| Marcelo Arévalo |
| Giuliana Olmos  |

| Matthew Ebden   |
| Samantha Stosur |

| Nicolas Mahut |
| Zhang Shuai   |

| Jack Sock  |
| Coco Gauff |

| Gonzalo Escobar |
| Lucie Hradecká  |

| Nicolas Mahut |
| Zhang Shuai   |

| Jack Sock  |
| Coco Gauff |

| Jack Sock  |
| Coco Gauff |

| Kyle Edmund     |
| Olivia Nicholls |

| Jack Sock  |
| Coco Gauff |

| Máximo González   |
| Kaitlyn Christian |

| Édouard Roger-Vasselin |
| Alizé Cornet           |

| Édouard Roger-Vasselin |
| Alizé Cornet           |

| Édouard Roger-Vasselin |
| Alizé Cornet           |

| Max Purcell   |
| Storm Sanders |

| Filip Polášek  |
| Andreja Klepač |

| Filip Polášek  |
| Andreja Klepač |

| Matthew Ebden   |
| Samantha Stosur |

| Mate Pavić  |
| Sania Mirza |

| Neal Skupski     |
| Desirae Krawczyk |

| David Vega Hernández |
| Natela Dzalamidze    |

| Mate Pavić  |
| Sania Mirza |

| Ivan Dodig   |
| Latisha Chan |

| Ivan Dodig   |
| Latisha Chan |

| Andreas Mies   |
| Erin Routliffe |

| Mate Pavić  |
| Sania Mirza |

| Rafael Matos      |
| Ljudmyla Kitjenok |

| John Peers         |
| Gabriela Dabrowski |

| Bruno Soares        |
| Beatriz Haddad Maia |

| Bruno Soares        |
| Beatriz Haddad Maia |

| Ariel Behar  |
| Demi Schuurs |

| John Peers         |
| Gabriela Dabrowski |

| John Peers         |
| Gabriela Dabrowski |

| Mate Pavić  |
| Sania Mirza |

| Robert Farah     |
| Jeļena Ostapenko |

| Neal Skupski     |
| Desirae Krawczyk |

| Ben McLachlan  |
| Chan Hao-Ching |

| Robert Farah     |
| Jeļena Ostapenko |

| Nikola Ćaćić      |
| Aleksandra Krunić |

| Nikola Ćaćić      |
| Aleksandra Krunić |

| Kevin Krawietz           |
| Nicole Melichar-Martinez |

| Robert Farah     |
| Jeļena Ostapenko |

| Matwé Middelkoop |
| Ellen Perez      |

| Neal Skupski     |
| Desirae Krawczyk |

| Santiago González |
| Yang Zhaoxuan     |

| Matwé Middelkoop |
| Ellen Perez      |

| Thanasi Kokkinakis |
| Asia Muhammad      |

| Neal Skupski     |
| Desirae Krawczyk |

| Neal Skupski     |
| Desirae Krawczyk |